# Luise Charlotte Radziwill

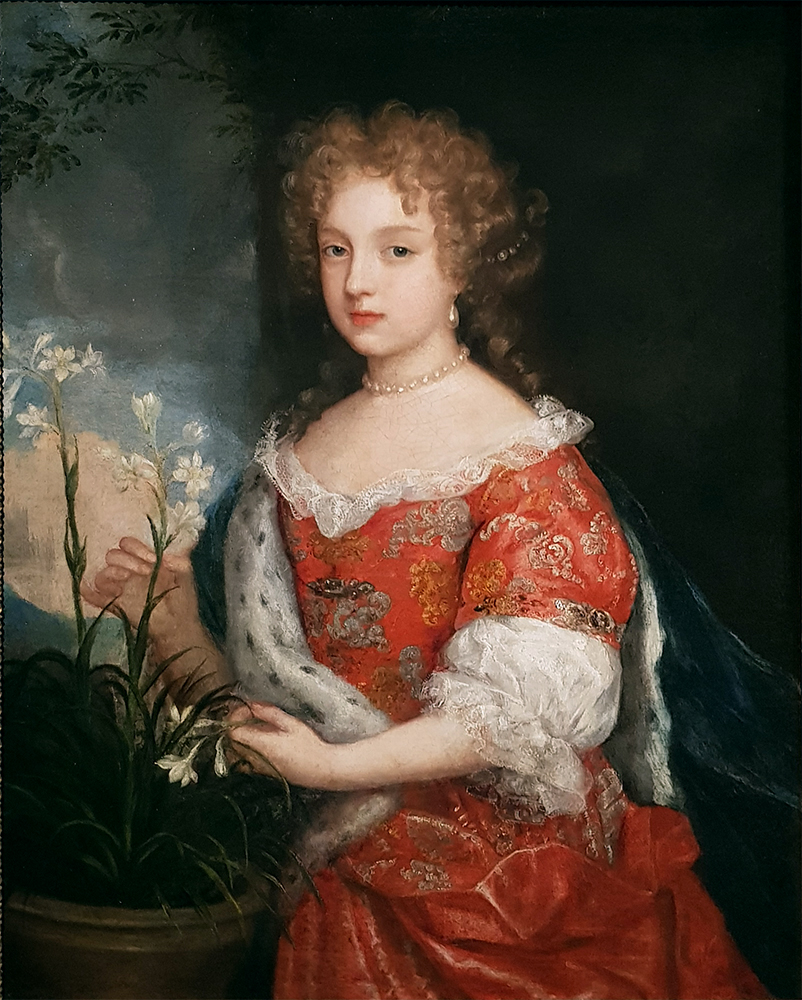
Luise Charlotte Radziwill, Ölgemälde um 1681, anonym

Prinzessin Luise Charlotte Radziwill (auch: Louise Caroline (von) Radziwill, litauisch: Liudvika Karolina Radvilaitė, polnisch: Ludwika Karolina Radziwiłł) (* 27. Februar 1667 in Königsberg; † 25. März 1695 in Brieg) war die Alleinerbin der calvinistischen Linie des Hauses Radziwiłł im Großfürstentum Litauen. Wie ihr Vater unterstützte Luise Charlotte den Calvinismus in Litauen. Seine Zentren waren ihre Besitzungen Dubinki und Birże.

## Leben
Sie war das einzige Kind des litauischen Staatsmanns und Statthalters von Preußen, Fürst Bogusław Radziwiłł, und seiner Frau und Cousine (ersten Grades) Prinzessin Anna Maria Radziwiłł (1640–1667). Ihre Großeltern väterlicherseits waren Fürst Janusz Radziwiłł (1579–1620) und Prinzessin Elisabeth Sophie von Brandenburg, Tochter von Kurfürst Johann Georg von Brandenburg und der Elisabeth von Anhalt. Ihre Großeltern mütterlicherseits waren der litauische Staatsmann Janusz Radziwiłł (1612–1655) und Katharina Potocka (um 1616–1642), Tochter des polnischen Wojewoden von Bratslav, Stefan Potocki (1568–1631) und der Prinzessin Maria Amalia Mohyła (1591–1638), Tochter von Jeremi Mohyła (Ieremia Movilă, 1555–1606), Fürst der Moldau und der ungarischen Adeligen Elisabeth Csomortany de Losoncz (1572–1617).

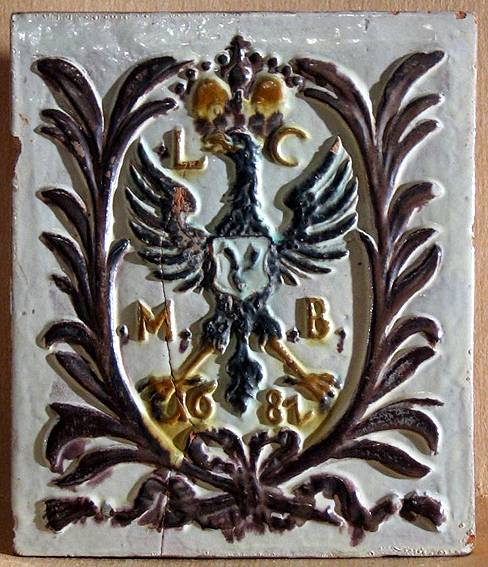
Keramikfliese aus dem Schloss Biržai, Initialen von Luise Charlotte Radziwiłł

Am 7. Januar 1681 heiratete Luise Charlotte in Königsberg Ludwig von Brandenburg, den jüngsten Sohn des Kurfürsten und Herzogs Friedrich Wilhelm und Luise Henriette von Oranien. Mit der Verheiratung der beiden Kinder kam der Kurfürst dem Einzug des Vermögens der Prinzessin in Litauen zuvor. Um ihre Hand warb auch Jakub Sobieski. Die katholische Linie des Hauses Radziwiłł versuchte sie zuerst mit einem Verwandten zu verheiraten. Zeitweise bestand auch die Gefahr, dass ihr per Gesetz verboten würde, außerhalb des Landes eine Ehe zu schließen. Der Kurfürst wehrte jedoch alle Angriffe ab, indem er hohe Bestechungsgelder an polnische Magnaten zahlte und diese sogar eine Parlamentssitzung per Liberum Veto diesbezüglich „sprengten“. Erst 1685, gegen Abstandszahlungen an die katholische Verwandtschaft und König Johann III. Sobieski, wurde ihr Eigentum abgesichert. Durch ihre Ehe kamen als Mitgift die Herrschaften Tauroggen und Serrey an Brandenburg-Preußen. Ludwig starb jedoch aus ungeklärter Ursache bereits 1687, wodurch die Ehe kinderlos blieb.
Am 10. August 1688 wurde Prinzessin Luise Charlotte in Berlin mit dem späteren Kurfürsten Karl III. Philipp von der Pfalz, vierter Sohn des Kurfürsten Philipp Wilhelm und der Elisabeth Amalie von Hessen-Darmstadt, verheiratet.

## Ehen und Nachkommen
Ihre erste Ehe mit Ludwig von Brandenburg blieb kinderlos. Aus der Ehe mit Karl III. Philipp von der Pfalz gingen drei Töchter hervor, von denen nur eine das Erwachsenenalter erreichte:
- Leopoldine Eleonore Josephine (1689–1693)
- Maria Anna (1690–1692)
- Elisabeth Auguste Sophie (1693–1728)

⚭ 1717 Joseph Karl von Pfalz-Sulzbach (1694–1729)